# Pobre juventud
Pobre juventud es una telenovela mexicana, dirigida por Pedro Damián, producida por Carla Estrada para la cadena Televisa, transmitida por El Canal de las Estrellas entre el 22 de septiembre de 1986 y el 20 de marzo de 1987. Esta telenovela marcó el debut de Carla Estrada como productora. Fue protagonizada por Jaime Moreno y Gabriela Roel en los protagónicos adultos, y por Alberto Mayagoitía y Patricia Pereyra en los protagónicos juveniles. Además de las actuaciones antagónicas de Bertha Moss, Mario García González, Manuel Guízar y Wally Barrón.

## Argumento
Jorge es un joven rebelde y problemático que está internado en un reformatorio. Allí tiene muchos compañeros en su misma situación, entre ellos están Ponchado, Freddy, Muelas, El Chino y El Ruso. Allí sufren la crueldad y los malos tratos de Remigio y Antonio, los guardias. Rosario trabaja como enfermera en el reformatorio. Es una joven esforzada que se opone terminantemente a los maltratos que se le dan a los muchachos. Debido a su bondad y gran sentido de la justicia Rosario se gana la simpatía de los jóvenes. Jorge se convirtió en delincuente y problemático debido a la carencia de afecto que sufre en su hogar, donde vive con su padre Evaristo que solo se la pasa sumido en la bebida.
En otra realidad social se encuentra Eduardo, un viudo que llora a su único hijo Miguel, muerto en un accidente. Vive en compañía de su madre Eugenia. Jorge y Ponchado deciden huir del cruel ambiente del reformatorio, disfrazándose de médicos. Jorge huye hacia la vecindad donde vive pidiéndole ayuda a su vecina Teresa. Cuando ella enfrenta a Evaristo y le pide que se haga cargo de su hijo de una vez por todas, el hombre enfurece negando a Jorge como su hijo, ya que es adoptado, y se niega a decir de quién es hijo. A continuación el infame hombre acude al reformatorio y denuncia que Jorge está en la vecindad. Teresa le da dinero al muchacho para que huya y se salve. Dispuesto a no ser encontrado por la policía, Jorge decide esconderse en la casa de Eduardo trepando por su muro. Eduardo lo descubre, y asombrándose del inmenso parecido que tiene con Miguel, le toma cariño y decide esconderlo en su casa. Jorge enseguida entabla amistad con Anselmo, el mayordomo de la familia, pero Eugenia enfurece diciendo que es inaceptable que "un muchacho asqueroso" se quede a vivir en su casa.
Rosario no soporta el sórdido ambiente del reformatorio y gracias a la ayuda del Dr. Alberto Junquera renuncia y se va a trabajar a su consultorio. Pronto conocerá a Eduardo y se enamorará de él. Jorge sufrirá la muerte de su novia Chelito, enferma de leucemia, pero encontrará de nuevo el amor en Alejandra, y de paso descubrirá la verdad de su origen.

## Reparto
- Jaime Moreno - Eduardo de la Peña
- Gabriela Roel - Rosario
- Alberto Mayagoitia - Jorge Noriega / Miguel de la Peña
- Patricia Pereyra - Alejandra
- Chayanne - Rafael "El Ruso"
- Lolita Cortés - Rebeca
- Irma Lozano - Josefina
- Guillermo Murray - Pablo
- Ezequiel Alarcón Cisneros - Rodrigo
- Bertha Moss - Eugenia vda. de De la Peña
- Roberto Ballesteros - Néstor de la Peña
- Antonio Brillas - Matías
- Raúl Buenfil - Ponchado
- Ernesto Laguardia - Sergio "Muelas"
- Sebastián Ligarde - Freddy
- René Muñoz - Anselmo
- Eugenia Avendaño - Magdalena
- Liliana Weimer - Rosina
- Manuel Guizar - Antonio
- Ana María Aguirre - Marina
- Mario García González - Evaristo Noriega
- Moreno López - Higinio
- Arturo Lorca - Luis
- Mauricio Ferrari - Gustavo
- Eduardo Díaz Reyna - Flores
- Víctor Vera - Teniente Verane
- Nailea Norvind - Gaby
- Mapy Cortés - Gabriela
- Luz Elena Silva - Martha
- Meche Barba - Elvira
- Ada Carrasco - Filomena
- Aurora Alonso - Casilda
- Maritza Olivares - Lupita
- Wally Barrón - Remigio
- Claudia Herfer - Chelito
- Gloria Alicia Inclán - Teresa
- Agustín López Zavala - Dr. Alberto Junquera
- Jorge Santos - Carlos
- Erika Magnus
- Raúl Boxer - El Chino
- Rodolfo de Alejandre
- Octavio "Famoso" Gómez
- Estela Barona
- Mario del Río
- Eugenio Cobo
- Alicia Fahr
- Rafael del Villar

## Premios

### Premios TVyNovelas 1987
| Categoría                  | Nominado(a)        | Resultado |
| -------------------------- | ------------------ | --------- |
| Mejor actriz joven         | Patricia Pereyra   | Nominada  |
| Mejor actor joven          | Alberto Mayagoitía | Ganador   |
| Mejor revelación masculina | Ernesto Laguardia  | Nominado  |
| Mejor actor debutante      | Sebastián Ligarde  | Ganador   |

## Repeticiones
- Transmitida en 1993 en el canal 27 de Cablevisión.